# Azzo X d'Este
Azzo X d'Este (1344 – 1415) è stato un condottiero e nobile italiano.

Stemma degli Estensi.

Chiamato anche Azzone, è stato un membro della casata degli Estensi. Era figlio di Francesco d'Este.

## Biografia
Nato in un ramo cadetto della famiglia (fu tra i discendenti di Obizzo II d'Este) contestò l'assegnazione della signoria di Ferrara al giovanissimo Niccolò III d'Este, figlio illegittimo del marchese Alberto V d'Este.
L'età di Niccolò (10 anni nel momento della nomina) rese necessaria la formazione di un Consiglio di Reggenza. Niccolò III tuttavia godeva della protezione del papa Bonifacio IX e della Repubblica di Venezia, e il suo tentativo di spodestarlo non ebbe successo. Dopo il fallimento del suo progetto di avvelenarlo, Azzo X organizzò una compagnia di mercenari, con il sostegno di alcuni vassalli degli Estensi. La sua rivolta armata fallì e, in territorio ferrarese, venne respinto da Azzo da Castello. In seguito si ritirò nel modenese.
Pochi anni dopo, con l'aiuto di Giovanni da Barbiano, forte di un esercito di 8.000 uomini, nel 1395 tentò di nuovo la presa di Ferrara, approfittando della morte di Azzo da Castello. Venne tuttavia ancora una volta pesantemente sconfitto nella Battaglia di Portomaggiore, il 16 aprile, e questa volta grazie all'intervento dell'esercito veneziano.
Sempre nel corso del 1395 la Reggenza estense chiese a Giovanni da Barbiano la consegna di Azzo in cambio del controllo di Lugo e Conselice, ma questi ingannò i ferraresi consegnando loro il corpo di un servo che assomigliava soltanto ad Azzo. Azzo X tuttavia finì per essere imprigionato ed in seguito esiliato a Candia, sull'isola di Creta.
Morì nel 1415.

## Discendenza
Azzo si sposò tre volte: con Tommasina Guarnioni di Ferrara, con Ricciarda da Camino e con Amabilia Collalto. Ebbe tre figli:
- Francesco
- Taddeo (1390 ca.-1448), condottiero
- Orsina